# Into the Void
Singles de Nine Inch Nails
We're in This Together
(1999) Starfuckers, Inc.
(2000)
Into the Void est un single de Nine Inch Nails extrait de l’album The Fragile.